# توشيو هيرانو
توشيو هيرانو (باليابانية: 平野俊夫؛ بالكانا: ひらの としお) هو عالم مناعة وطبيب ياباني، ولد في 17 أبريل 1947 في أوساكا في اليابان.